# XEMP-AM
XEMP-AM è una stazione radio operante in Messico con sede a Città del Messico. Di proprietà dell'Instituto Mexicano de la Radio, XEMP-AM trasmette sulla frequenza 710 AM programmi principalmente a contenuto regionale messicano sotto il nome di "La Nueva 710".

## Storia
XEMP-AM fu creata il 1º novembre 1961 con il nome di "La charrita del cuadrante", una stazione quasi completamente dedicata alla musica ranchera. All'inizio era di proprietà di Mercedes Rivero Arredondo de Turro che, nel 1965, chiese una controparte ad onde corte che avrebbe trasmesso sulla frequenza 11,740 kHz come XEMP-OC. Il 30 settembre 1976, XEMP fu venduta a Radio Visión Mexicana, S.A.

Nel 1983 l'IMER la incorporò ed assunse il nome di Opus 710, con una programmazione orientata alla cultura, tuttavia, nel settembre 1985, in occasione del terremoto che colpì Città del Messico, XEMP divenne una stazione orientata all'informazione con il nome di Radio Información. Ulteriori cambiamenti avvennero nel 1990 quando la stazione si focalizzò sulla musica tropicale e nel 2008 quando, sotto il nome di "Interferencia 7Diez", orientò la sua programmazione verso il rock in lingua spagnola.
Infine, il 1º febbraio 2014 la stazione tornò alle sue radici con una programmazione volta principalmente alla musica regionale messicana.